# Titia Bergsma
Titia Bergsma (13 février 1786, Leeuwarden - 2 avril 1821, La Haye) est une femme néerlandaise, connue pour avoir été le sujet de nombreuses illustrations au Japon.

## Biographie
En 1806, Jan Cock Blomhoff demande Titia Bergsma en mariage mais les parents de cette dernière jugeant leur fille trop jeune s'opposent à l'union. Il faudra attendre avril 1815 et le retour de Blomhoff aux Pays-Bas pour que le mariage ait lieu. 
En août 1817, Titia Bergsma accompagne son mari  sur l'île de Dejima, enfreignant ainsi la règle du Sakoku qui interdit la présence de toute femme non japonaise sur le territoire nationale. Sa présence est dans un premier temps acceptée par le gouverneur de Nagasaki. Quelques semaines plus tard, lorsque le shogun Tokugawa Ienari l'apprend, il ordonne que Titia Bergsma quitte le territoire. Le départ est effectif au début du mois de décembre 1817.
Ce court séjour fait de Titia Bergsma l'une des premières occidentales à avoir visité le pays, au même titre que la nourrice qui accompagnait la famille, Petronella Muns (en).
La curiosité causée par les deux femmes sur l'île font d'elles le sujet de nombreuses représentations. On estime qu'environ 500 illustrations différentes de Titia Bergsma auraient été produites à cette époque au Japon.